# Николаев, Антон Сергеевич
Анто́н Серге́евич Никола́ев (род. 12 июля 1976, Новосибирск) — российский художник и музыкант.

## Биография
Родился 12 июля 1976 года в Новосибирске. Мать — литературовед Людмила Бредихина, отец — лингвист Сергей Николаев, отчим — художник Олег Кулик.
В 15 лет принял участие в движении «ЭТИ».
С 1995 по 2001 год играл на гитаре в концептуальной инди-группе «Безумный Пьеро», исполнявшей песни на его стихи.
В 2004 году по инициативе Антона Николаева была создана арт-группа «Бомбилы». Впоследствии деятельность «Бомбил» подтолкнула Олега «Вора» Воротникова и Наталью «Козленка» Сокол (Арт-группа «Война») заняться уличным акционизмом, и в течение 2007 года «Война» и «Бомбилы» работали вместе в рамках Профсоюза Уличного Искусства, куда входит ещё ряд художников и теоретиков.
В апреле 2007 года совместная с Александром Россихиным акция «Автопробег несогласных», когда в разных частях Москвы по улицам ездила машина «Жигули» с укреплённой на ней сверху красной кроватью, на которой гетеросексуальные пары занимались любовью, привлекла внимание медиа к личности художника. Сюжеты об акции были показаны в еженедельных аналитических передачах «Максимум» (НТВ) и «Неделя в большой стране» (5 канал).
В 2008 году Антон Николаев демонстративно вступил в запрещённую Национал-большевистскую партию.
В 2010 году защищал Илью Трушевского, позже обвинённого за насильственные действия сексуального характера, мотивируя это тем, что не надо оказывать давление на человека, сознавшегося в своем преступлении и ожидающего приговора.
В 2011 году Антон Николаев и Виктория Ломаско издали посвящённую процессу «Запретное искусство — 2006» и иллюстрированную комиксами книгу «Запретное искусство». По мнению российско-израильского политолога Алека Эпштейна, «подобно тому как Александр Солженицын своим „Архипелагом“ создал в русской литературе жанр роман-документ, Виктория Ломаско и Антон Николаев создали жанр комикс-документ, в насыщенную информацией эпоху, в которую книги солженицынского объёма читаются всё меньше и меньше». В 2013 году книга была переведена и переиздана в Германии, в 2014 году — во Франции.

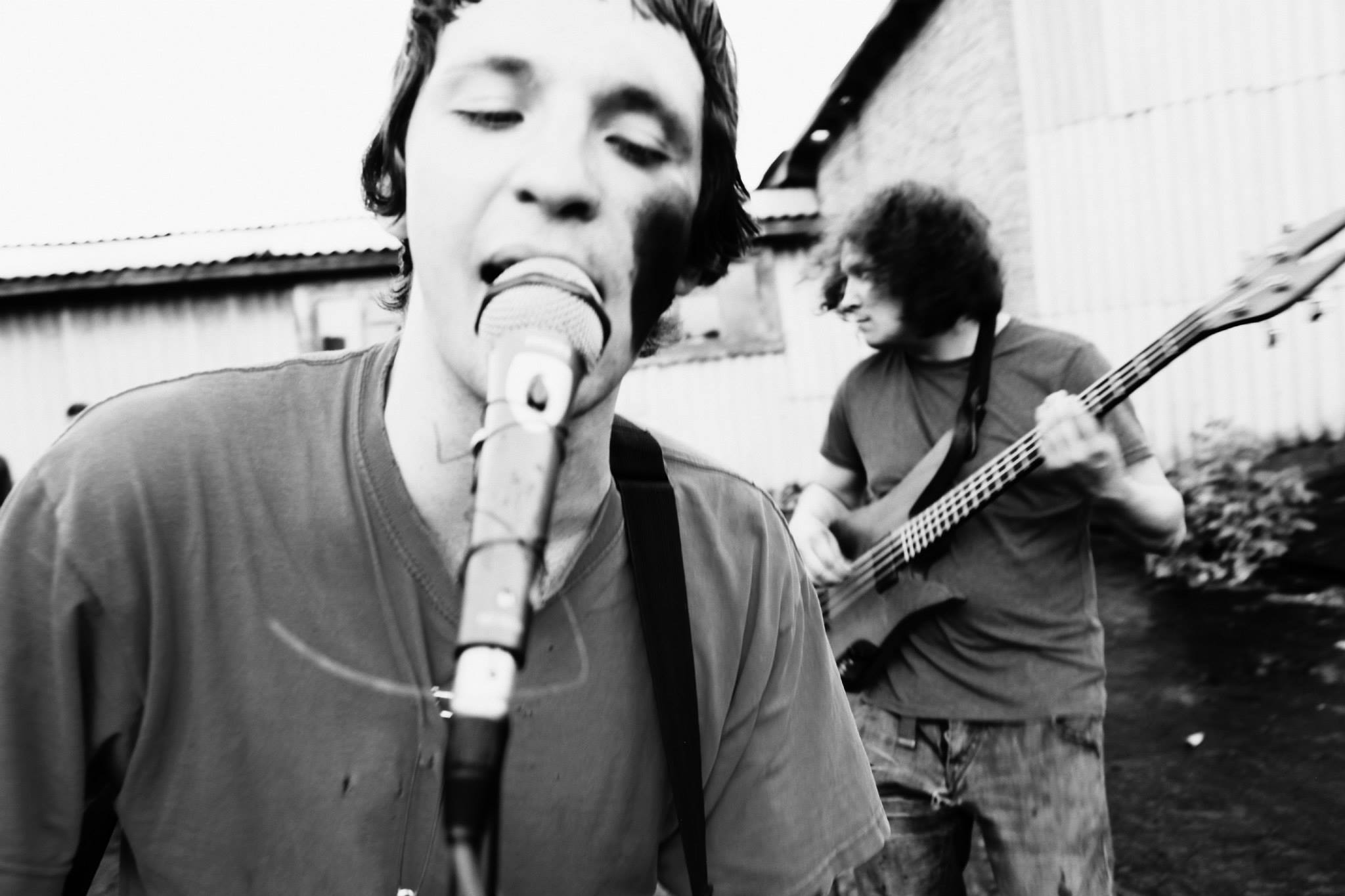
Группа Панк-фракция Красных Бригад во время выступления на крыше творческой усадьбы «Гуслица» летом 2013 года

Антон Николаев — теоретик новой волны акционизма (артивизма. В этом качестве он выступил с лекцией в Государственном центре современного искусства в начале лета 2011 года. Также он прочёл лекцию о политической роли современного искусства на форуме «Антиселигер». В 2012 году выступая на церемонии премии «Соратник» призвал поддержать социально-ангажированное искусство.
Антон Николаев участвовал в кампаниях в поддержку политзаключённых Матвея Крылова, Артема Лоскутова, Сергея Мохнаткина, Таисии Осиповой, Васи Слонова, Ольги Шалиной и арт-группы Pussy Riot.
С декабря 2012 по сентябрь 2013 года играл на бас-гитаре в «Панк-фракции „Красных бригад“». В 2014 году основал панк-группу «Пролетарий», где стал вокалистом. Является автором большинства текстов и музыки в команде, кроме, например, песни «Харьковская партизанка» авторства Елены Батаевой. Помимо Антона Николаева (вокал, гитара) в группу также входят Елена Батаева (вокал, виолончель), Павел ГП (бас), Екатерина Даниленко, Евгений Поздняков, Кристина Подъячева (ритм-секция).
В январе 2016 года стал лауреатом премии номинации Демьяна Бедного «Левая перспектива» (картины, акции, инсталляции, перформансы революционной направленности) с многолетним проектом «Бомбилы-передвижники»..
С 2022 по 2023 год был женат на художнице Марусе Морковкиной, активистке движения за права секс-работников..

## Уличные акции
- 2007 — «Автопробег несогласных» (акция «Бомбил»)[14]
- 2007 — «Белая линия» (акция «Бомбил», осуществлена при участии группы «Война»)
- 2007 — «Мы не знаем чего хотим» (акция «Бомбил»)
- 2007 — «Порка» (акция «Бомбил»)
- 2007 — «Рекламная акция»
- 2008 — «Не Бойся Правды» (при участии группы «Война»)
- 2009 — «Истязание Фемиды» (акция «Бомбил»)
- 2013 — «Восстановление памятника Ленину» (при участии художественной коммуны «Гуслица»)

## Персональные выставки
- 2019 — «Поршуръез (Животные)». Галерея Резиденции на К.Маркса. Ижевск.
- 2014 — «Окно Антона Николаева». Галерея витрина: «Это не здесь[15]». Москва.
- 2014 — «Весенние посадки». Галерея «Светлана», Москва.
- 2012 — «Гетеродоксия (Маленькое кощунство)». Зверевский центр, Москва[16].
- 2011 — «Внутри». Галерея «Известий Удмуртской Республики», Ижевск[17].
- 2008 — «Московский инфантилизм» (совместно с А. Россихиным). Галерея «Рефлекс», Москва[18].

## Групповые выставки
- 1990 — «Логика парадокса». Дворец молодёжи, Москва.[19]
- 1990 — «От лубка до инсталляции». Дворец искусств, Минск.
- 1992 — «Апология застенчивости, или Искусство из первых рук». Галерея «Риджина», Москва.
- 1993 — «Война продолжается». Центр современного искусства, Москва.[20]
- 2005 — «Субъективное время». ЦСИ М’Арс, Москва.
- 2006 — «Огород Будущего». Куратор О.Воротников. Галерея ДОМ
- 2006 — «Сессия молодого искусства» Музей городской скульптуры, Куратор А.Желудь Санкт-Петерсбург
- 2006 — «Итоговая выставка сезона 2006». Кураторы А.Шумов и О.Воротников. галерея ДОМ
- 2009 — «Ангелариум». ММСИ, Москва.
- 2008 — «Совместное пространство», Киев, Арсенальная площадь Куратор Н.Кадан
- 2008 — «Арт-стационар», фонд ЭРА Куратор А.Паршиков и К.Перетрухина
- 2008 — «Энергия заблуждения», ДОМ Куратор А.Шумов
- 2008 — «Бомбилы. Ржевская оттепель» Синефантом. Куратор Г.Матюхин
- 2008 — «Ассамблея-2008» (Ижевск) Куратор Э.Касимов
- 2008 — «Нагваль» (Ижевск), Кураторы Тв-дача
- 2008 — «Гоп-арт», Зверевский центр (в рамках первой биеннале молодого искусства «Стой. Кто идет?») Куратор К.Шаманов
- 2008 — «Московский Инфантилизм», галерея Рефлекс. (в рамках первой биеннале молодого искусства «Стой. Кто идет?») Куратор А.Лапина
- 2008 — «АртЗавод. Лабораторная работа No 1». (Екатеринбург) Куратор Алиса Прудникова
- 2009 — «Русский леттризм». ЦДХ, Москва.
- 2009 — «Москва. ЦУМ», спецпроект Московской биеннале, Москва.
- 2010 — «Внутренняя эмиграция», Москва, Винзавод[21]
- 2011 — «Документ» (совм. с В. Ломаско и Т. Фасхутдиновой), в рамках Съезда молодых рег. художников. Арсенал, Приволжский ф-л ГЦСИ, Н. Новгород[22].
- 2011 — «Медиа Удар». Artplay, Москва[23].
- 2012 — «Русский ренессанс». Brot Kunsthalle, Вена[24].
- 2012 — «Angry Birds». Музей современного искусства, Варшава[25].
- 2012 — «Апокалипсис и Возрождение в Шоколадном доме». Шоколадный дом, Киев[26][27].
- 2013 — «Пропаганда графики». Fabrika Hostel&Gallery[28], Москва[29].
- 2014 — «Диетическая выставка». Fabrika Hostel&Gallery[30], Нижний Новгород.
- 2014 — Открытие клуба «Коалиция»[31], коллективная выставка, Москва.
- 2015 — «Резиденция „Моква“». Мастерская фонда Владимира Смирнова и Константина Сорокина[32], Курск-Москва.
- 2016 — «Дистанция», выставка в рамках проекта «Примирение». ЦСИ «Заря», Владивосток.
- 2017 — «Disorder. Art and Activism in since 2000». Ludwig Forum für Internationale Kunst, Ахен, Германия.
- 2017 — «Анонимные мужчины». ЦТИ «Фабрика», Москва.
- 2019 — «Великолепная семерка». LOFT, Москва.

## Кураторские проекты

### Коммунальный блок (май 2010)
Выставка «Коммунальный блок» под кураторством Дениса Мустафина и Антона Николаева при поддержке «Архнадзора» прошла 15 мая 2010 года в доме Наркомфина на Новинском бульваре, в который устроители выставки нелегально проникли за 11 часов до начала вернисажа. Она продолжалась 40 минут и была свёрнута по требованию жильцов дома, которые вызвали милицию и пытались самостоятельно задержать художников, прессу и посетителей. Все экспонаты выставки были переданы дому в качестве компенсации за причинённые неудобства (нежилая часть дома была оккупирована художниками без согласования с властями). Выставка, помимо эстетических, преследовала цель привлечения общественного внимания к проблеме Генплана Москвы и сохранению наследия советского конструктивизма. В связи с наличием большого количества неподготовленных людей были приняты меры безопасности как касающиеся ветхости и сложности планировки здания, так и возможного юридического сопровождения в случае конфликта с правоохранительными органами.

### Инфраструктура (июнь 2010)
«В тоннеле под каналом Москва-Волга на Волоколамском шоссе прошла акция по унижению православной веры, организованной Антоном Николаевым (ведет „растаманский“ образ жизни <…> является активным защитником приговоренных российским судом к выплате штрафа за разжигание религиозной ненависти и вражды, организаторов богохульной выставки „Запретное искусство“ — А.Самодурова и А.Ерофеева)» (сайт «Русская народная линия»)

### Мохнаткин (июнь 2011)
Выставка в поддержку Сергея Мохнаткина в Музее и общественном центре им. А. Сахарова.
Участники: Арс-Пегас (Арсений Молчанов), Дмитрий Борко, Лёха Гарикович, Константин Еременко, Алексей Иорш и Татьяна Кузнецова, Михаил Кедреновский, Андрей Кортович, Евгений Курсков, Матвей Крылов, Александр Лавров, Валентин Ломаско, Виктория Ломаско, группа «Новосибирск» (Мария Киселёва, Артём Лоскутов и Майя Шелковникова), группа «Танатос-2» (Энвиль Касимов и Сергей Орлов), Лена Хейдиз, Валерий Чтак.

### Гуслица: Дом Культуры (сентябрь 2013)
Спецпроект 5-й Московской биеннале.
В Доме Культуры, более восьмидесяти участников объединялись со средой: бывшей ткацкой фабрикой, ныне арт-резиденцией с выставочными залами, близлежащей старообрядческой общиной и учреждениями образования и культуры Егорьевска, Коломны и других окружающих райцентров Подмосковья. Таким образом, этот проект начал открытый диалог между городом и провинцией. Проект реализуется в форме игрового процесса с включением и художников, и резидентов, и зрителей. Созданная коммуникационная среда актуализирует локальный контекст и, в то же время, является самостоятельным произведением искусства. Особое внимание уделялось документации и работе с интернетом.
Участники: Сергей Ануфриев, Арсений Власов, Владимир Дубосарский, Александр Панкин, Владимир Кузнецов , Алиса Йоффе, Игорь Йогансон, Андрей Колосов, Ольга Кройтор, Андрей Кузькин, Мария Львова, Евгений Медведев — Ма, Кирилл Меламуд, Андрей Митенев, Константин Осмеркин, Дмитрий Панкин, Максим Перелыгин, Михаил Плохоцкий, Владимир Потапов, Профсоюз Уличного Искусства, Татьяна Сушенкова, и другие.

### Гуслица: Горизонталь (сентябрь 2015)
Выставка в рамках параллельной программы 6-й Московской биеннале.
Проект «Горизонталь» продолжает традицию проекта «Дом культуры», который проходил в рамках 5-й Московской биеннале современного искусства. Проект объединяет художников со средой бывшей ткацкой фабрики, а ныне арт-резиденцией. Таким образом, «Горизонталь» продолжает открытый диалог между городом и провинцией. Вектор направлен на изучение периферийной, глубинной среды, от центра, а не к нему. Проект реализуется в форме игрового процесса, художники работают с местными материалами, характером и мифологией. Созданная коммуникационная среда актуализирует локальный контекст и в то же время является самостоятельным произведением искусства. Взаимодействие авторов с местным контекстом раскрывает многослойность данного пространства.
В выставке приняло участие более шестидесяти художников. Кроме А. Николаева было три куратора: Михаил Плохоцкий, Анна Третьякова и Олег Юшков.